# Yuto Nagao
Yuto Nagao (長尾 優斗 Nagao Yuto?), född 31 augusti 2001 i Osaka prefektur, är en japansk fotbollsspelare.
Nagao började sin karriär 2019 i Gamba Osaka.